# طفح الحفاض
طفح الحفاض (باللاتينية: diaper dermatitis) أو الطفح الحفاظي والمعروف أيضا باسم التهاب الجلد الحفاظي هو مصطلح عام يطلق على الطفح الجلدي الذي يحصل في منطقة الحفاضات والذي تسببه اضطرابات الجلد أو المهيجات المختلفة.
ويتميز الطفح بشكل عام ببقع حمامية متصلة وتقشرات تحدث بشكل رئيسي على السطوح المحدبة وليس في طيات الجلد.
يمكن أن ينتشر الطفح إلى طيات الجلد والسطوح المقعرة إذا اكتنف مع بكتيريا وفطريات. وبالعادة، يظهر احمرار في الوسط وحمامي منتفح مع انتشار نوع من البثور في محيطه.
وهو شكل من أشكال التهاب الجلد التماسي التهيجي. وعلى الرغم من استعمال كلمة «حفاضة» في المصطلح، إلا أن ليست الحفاضات المسببة للالتهاب، بل أن السبب الأساسي هو المواد العالقة عليها مثل البراز. وقد اعتقد أن لالتهاب الجلد التماسي عامل لحصول الطفح ولكن هناك القليل من الأدلة لهذه المسببات.
ويستخدم مصطلح مبيضات الحفاضات عندما تكون الفطريات سببا للطفح. وهذا التمييز ضروري، لأن العلاج يكون مختلفا تماما.

## التشخيصات التفريقية
من الطفح الجلدي الأخرى التي تحدث في منطقة الحفاضات تشمل التهاب الجلد المثي والاكزيما. وهما يتطلبا معالجة خاصة لكل منهما وهذا ليس موضوع هذا المقال.
- يتميز التهاب الجلد المثي، بوجود قلح دهني زيتي سميك، ويظهر بشكل خاص على فروة الرأس (ما يعرف بطاقية المهد)، ولكن يمكن أن تظهر أيضا في طيات الاربية.
- ويرتبط الأكزيما، بالحساسية، وهي وراثية في كثير من الأحيان. يمكن أن تظهر هذه الفئة من الطفح الجلدي في أي مكان في الجسم، ويتميز ب حكة شديدة.

## الأسباب
يحدث تهيج الحفاضات عند تعرض الجلد للرطوبة لفترات طويلة، وانخفاض رقم الجلد الهيدروجيني (الأس هيدروجيني) الناتجة عن البول البراز، وينجم عن ذلك تعطل الطبقة القرنية، أي الطبقة الخارجية من البشرة. وعند البالغين، تتكون القرنية من 25-30 طبقة من الخلايا القرنية المسطحة والميتة، والتي تتبدل باستمرار بدفع الطبقات من الأدنى. وهذه الخلايا الميتة تسبح في طبقة من الدهون التي تفرزها الطبقة الحبيبية من الأسفل فقط، وهي التي تساعد على جعل هذه الطبقة من الجلد حاجزا للماء. وظيفة الطبقة القرنية هي تقليل خسارة المياه، صد المياه، وحماية الطبقات العميقة من الجلد من الإصابة ولصد غزو الميكروبات للجلد. وتكون هذه الطبقة من الجلد عند الرضع رقيقة ومعرضة للتلف بشكل أسهل.

### تأثير البول
على الرغم من أن الرطوبة وحدها تليين الطبقة القرنية وتزيد قابليتها للإصابة بشكل كبير، فإن الاحتكاك بالبول له تأثير إضافي على سلامة الجلد بسبب تغييره لحموضة الجلد. وتشير الدراسات إلى أن الأمونيا وحدها ليست سوى مصدر إزعاج بسيط للجلد، إلا أن عند تفكك اليوريا في وجود يوريا البراز فإنه يزيد حموضة الجلد (أي يصبح الpH أقل)، وبالتالي يعزز من نشاط انزيمات البراز مثل البروتياز والليباز. هذه الانزيمات البرازية تزيد من نفوذية الجلد ومنالأملاح الصفراء، وبالتاي يزيد من تهيجات الجلد.
ليس هناك أي فرق في معدلات حدوث طفح الحفاضات بين الأطفال الذين يرتدون حفاضات القماش التقليدية والتي يعاد استخدامها وبين من يرتدي حفاضة وحيدة الاستعمال ترمى بعد الاستعمال. وتقول بعض التقارير أن ال«أطفال الذي يرتدون حفاظات أطفال عالية الامتصاص مع وجود مادة هلامية في الوسط يتعرضون للطفح بنسبة أقل من الأطفال الذين يستعملون حفضات القماش. ومع ذلك، يجب الاخذ بعين الاعتبار أن الحفضات العالية الامتصاص تحتوي على اصباغ تسبب بعض حساسيات في الجلد». وفي حالتي استعمال حفاضات قماش أو حفضات الاستعمال الواحد، يجب تغيير الحفاظات بشكل دوري لمنع الطفح، حتى ولو كانوا غير رطبين.

### تأثير النظام الغذائي
التفاعل بين نشاطات انزيم البراز والطفح يشير إلى وجود ارتباط بين حمية الأطفال الرضع وطفح الحفاضات، إذ يتأثر الإنزيمات في البراز بدوره بالنظام الغذائي. على سبيل المثال، يقل معدل حدوث طفح الحفاضات عند الأطفال الذين يرضعون من الثدي، ربما لأن درجة الحموضة البراز عالية والنشاط الأنزيمي أقل. من الأرجح أن يشخص طفح الحفاضة عند الرضع من عمر بين 8 و12 شهرا، وربما لزيادة تناول الأطعمة الصلبة حول ذلك العمر وللتغييرات الغذائية التي تؤثر على تكوين البراز. ويبدو أن هناك زيادة احتمال الطفح عند تغيير النظام الغذائي للرضيع (أي من الرضاعة من الثدي إلى شرب الحليب المصنع أو عند التحول من اللبن إلى تناول المواد الصلبة.
كما يلاحظ وجود ارتباط بين البراز والطفح بعد العلاج بالمضادات الحيوية، التي تؤثر على النبيت المجهري في الأمعاء. وهناك أيضا زيادة في حدوث طفح حفاضات في الرضع الذين يعانون من الإسهال خلال ال 48 ساعة الماضية، والتي قد يكون ذلك بسبب كثرة نشاط الانزيمات البراز مثل الليباز والبروتياز في البراز التي تمر بسرعة من خلال القناة الهضمية.
تكون حالات الطفح حفاضة أقل بين الأطفال الذين يرضعون رضاعة طبيعية، وربما يرجع ذلك إلى ان هذه الرضاعة تخفض نسبة حموضة البول والبراز.

## العدواي الثانوية
الثانوية لا تزال أهمية العدوى الثانوية التي يسببها الطفح محل اختلاف. يدعي أثرتون أن حدوث «المبيضة البيضاء هي حالات معزولة عن حالات مرضية قليلة التي يسببها الطفح، وفي كثير من الحالات، هي من نتائج العلاج بالمضادات الحيوية. كما ثبت أن العدوى البكتيرية لا تلعب دورا كبيرا في تطوير طفح الحفاضات.»أثرتون، 2004، ص 646).
ومع ذلك، هناك القليل من الاثباتات أن تضرر الطبقة القرنية بسبب مزيج من العوامل الفيزيائية والكيميائية، يجعل الجلد أكثر عرضة الي عدوى ثانوية من البكتيريا أوالفطريات. وجد فيرازيني وصحبه عام 2003 بعد تحليل عينات من الاربية، والشفوية والمناطق التناسلية ل76 الرضع، أن تنامي بكتريات المبيضات البيض كان أكثر احتمالا في الأطفال الذين يعانون من أعراض الطفح حفاضات من دونه. كما تم الكشف عن وجود المكورات العنقودية الذهبية بنسبة أكبر عند الرضع المعرضين للطفح منه عند الرضع الأصحاء، ولكن الفرق لم يكن كبيرا من الناحية الاحصائية. والإصابات الأخرى التي اكتشف ان لها علاقة هي متنوعة وتشمل المتقلبة الرائعة، الزائفة الزنجارية والمكورات المعوية، ولكن يبدو أن المبيضات هي الأكثر شيوعا في المناطق التي تغطيها الحفاضات.
على الرغم من ظهور المبيضات عند الرضع الأصحاء وغيرها من الكائنات دون اظهار أية أعراض، لا يبدو أنه هناك علاقة طردية بين شدة الطفح احتمال عداوي ثانوية (فيرازيني وآخرون، 2003 ؛ غوبتا وسكينر، 2004 ؛ وولف وآخرون، 2001).

## العلاج
إن العلاج الأكثر فعالية، وإن لم يكن الأكثر عملية، هو التوقف عن استخدام الحفاضات، مما يسمح بتهوئة الجلد المصاب. ومن انجع التدابير الوقائية هي تجفيف الجلد جيدا قبل التحفيض. لأنه يمنع الرطوبة الزائدة، سواء من البول والبراز أو من التعرق، والتي توفر شروط تطفح الجلد. كما يمكن استعمال مساحيق تمتص الرطوبة، مثل بودرة التلك أو النشا.
وثمة نهج آخر هو منع وصول الرطوبة إلى الجلد، باستخدام العلاجات وقاية مثل زيوت واقية أو رهيم واقي، وبعض الادوية التي يمكن شراؤوها دون وصفة طبية مثل «كريمات» الحفاضات، هلام البترول وغيرها من الزيوت. والجدير توضيحه هو أن بعض مانعات التسرب يكون لها نتائج عكسية إذا لم يجفف الجلد بشكل تام، ووبالتالي تحبس الرطوبة داخل الجلد بدلا من خارجه.
أن لدى المراهم المصنعة من أكسيد الزنك فعالية عالية في الوقاية لأن لديهم خواص التجفيف وتأثير قابض على الجلد، ومطهر لطيف لا تسبب تهيج.
وفي حالات الطفح الجلدي القاسية أو المستديمة يستعمل مرهم مضاد للفطريات. في الحالات التي لا يتعدى فيها الطفح حالة التهيج، فيستعمل مستحضر موضعي ملطف من كورتيكوستيرويد مثل كريم الهيدروكورتيزون. من الصعب في كثير من الأحيان التفرقة بين العدوى الفطرية وبين التهيج الجلد، لذلك يفضل كثير من الأطباء استعمال تركيبة من كريم مضاد للفطر والكورتيكوستيرويد.
تدعي بعض المصادر أن طفح الحفاضات هو أكثر شيوعا بسبب الحفاضات من القماش، أما العض الآخر عن عدم وجود فرق إلا أن حفاضات القماش تسريع عملية الشفاء. اما في الحقيقة، فان لنوعية الحفاضات صلة وثيقة بتجفيف وابعاد الرطوبة عن جلد الطفل. وهناك مجموعة متنوعة من الالتهابات المعدية التي يمكن ان تحدث في المنطقة التي تغطيها الحفاضات ويساعد معرفة هذه الأنواع الثانوية من مسببات التهاب الجلد في التشخيص الدقيق والعلاج.

## وصلات خارجية
- بعض النصائح العملية للتعامل مع الحالة
- استخدام اتصالات الإلغاء لمنع الطفح الحفاضي عند الأطفال (بارت تايم، الجزء عالم خالي منالحفضات في الولايات المتحدة / كندا)
- Baby-Bean.com/Nappy-Rash.php -- حفاضات القماش والطفح الحفاضي. ما الذي يسبب طفح الحفاض. كيفية الوقاية من المرض وعلاجه.
- استخدام اتصالات الإلغاء لمنع الطفح الحفاضي عند الأطفال (بارت تايم، الجزء عالم خالي منالحفضات في المملكة المتحدة/ أستراليا/ نيوزيلندة)
- وصلات صور لطفح حفاضي (د. هاردن/جامعة أيوا)
- www.babycentre.co.uk -- الطفح الحفاضي